# Dealu Mare (okręg Marmarosz)
Dealu Mare – wieś w Rumunii, w okręgu Marmarosz, w gminie Coroieni. W 2011 roku liczyła 210 mieszkańców.